# Sundhedsministeriet
Sundhedsministeriet (tidligere Sundheds- og Ældreministeriet og Ministeriet for Sundhed og Forebyggelse) er et dansk ministerium. Ministeriet har det overordnede ansvar for sundhedspolitikken, herunder sygehuse, sygehusapoteker og sundhedsvæsen.
Ministeriets nuværende minister er  Sophie Løhde (2022 - ?), og departementschefen er Svend Særkjær.

## Organisation
Under ministeriet findes følgende institutioner, styrelser, nævn, råd m.v.:
- Sundhedsstyrelsen
- Lægemiddelstyrelsen
- Styrelsen for Patientsikkerhed
- Styrelsen for Patientklager
- Sundhedsdatastyrelsen
- Statens Serum Institut
- Nationalt Genom Center
- Det Etiske Råd
- Den Nationale Videnskabsetiske Komité

Indtil 1. juli 2012 var Kennedy Centret en del af ministeriet, men blev herefter overdraget til Region Hovedstaden.

## Historie
Ministeriet har eksisteret i flere omgange, enten selvstændigt eller som del af et større ministerium. I 2001 blev det indlemmet i Indenrigs- og Sundhedsministeriet. I 2007 blev det atter udskilt under navnet Ministeriet for Sundhed og Forebyggelse og dannet ved at udskille sundhedsområdet fra det hidtidige Indenrigs- og Sundhedsministerium. Derudover fik ministeriet enkelte opgaver fra Socialministeriet og Ministeriet for Familie- og Forbrugeranliggender. Ministeriets første minister var Jakob Axel Nielsen. I 2010 blev ministeriet igen slået sammen i Indenrigs- og Sundhedsministeriet. Det varede dog kun til 2011, hvor indenrigsområdet blev overført til det nyoprettede Økonomi- og Indenrigsministeriet, mens resten af ministeriet igen blev til Ministeriet for Sundhed og Forebyggelse.
I 2015 blev ministeriet omdannet til Sundheds- og Ældreministeriet og det fik tilført opgaver fra Social- og Indenrigsministeriet.
Ved regeringsomlægningen i november 2016 blev der udnævnt en ældreminister (Thyra Frank), der sammen med sundhedsministeren udgør ministeriets politiske ledelse.
Efter Folketingsvalget d. 5. juni 2019, blev Magnus Heunicke udnævnt til Sundheds- og ældreminister af Mette Frederiksen. 
Efter en kongelig resolution 21. januar 2021 overførtes ældreområdet til Social- og Ældreministeriet og ministeriets navn blev ændret fra Sundheds- og Ældreministeriet til Sundhedsministeriet.

## Ministre
- 1926-1929: Minister for Sundhedsvæsenet Viktor Rubow, V
- november 1947: Minister for Byggeri og Sundhedsvæsen Johannes Kjærbøl, S (kun i ti dage)
- 1987-1988: Sundhedsminister Agnete Laustsen, K
- 1988-1989: Sundhedsminister Elsebeth Kock-Petersen, V
- 1989-1993: Sundhedsminister Ester Larsen, V
- 1993-1994: Sundhedsminister Torben Lund, S
- 1994-1996: Sundhedsminister Yvonne Herløv Andersen, CD
- 1996-1998: Indenrigs- og sundhedsminister, (fra 1997 dog kun sundhedsminister), Birte Weiss, S
- 1998-2000: Sundhedsminister Carsten Koch, S
- 2000: Sundhedsminister Sonja Mikkelsen, S
- 2000-2001: Sundhedsminister Arne Rolighed, S
- 2001-2007: Indenrigs- og sundhedsminister Lars Løkke Rasmussen, V
- 2007-2010: Minister for sundhed og forebyggelse Jakob Axel Nielsen, K
- 2010-2011: Indenrigs- og sundhedsminister Bertel Haarder, V
- 2011-2014: Minister for sundhed og forebyggelse Astrid Krag Kristensen, SF
- 2014-2015: Minister for sundhed og forebyggelse Nick Hækkerup, S
- 2015-2016: Sundheds- og ældreminister Sophie Løhde V
- 2016-2019: Sundhedsminister Ellen Trane Nørby V
- 2016-2019: Ældreminister Thyra Frank LA
- 2019-2021: Sundheds- og ældreminister Magnus Heunicke S
- 2021-2022: Sundhedsminister Magnus Heunicke S
- 2022- Indenrigs- og sundhedsminister Sophie Løhde V

I perioder uden fagministre for sundhed har området hørt under indenrigsministeren.

## Departementschefer
- 1987 - 1995: Jørgen F. Varder
- 1995 - 2005: Ib Valsborg
- 2005 - 2008: Christian Schønau
- 2008 - 2011: Kristian Wendelboe
- 2011: Jesper Fisker
- 2011 - 2020: Per Okkels
- 2021 -: Svend Særkjær